# Sistema de coordenadas cartesiano

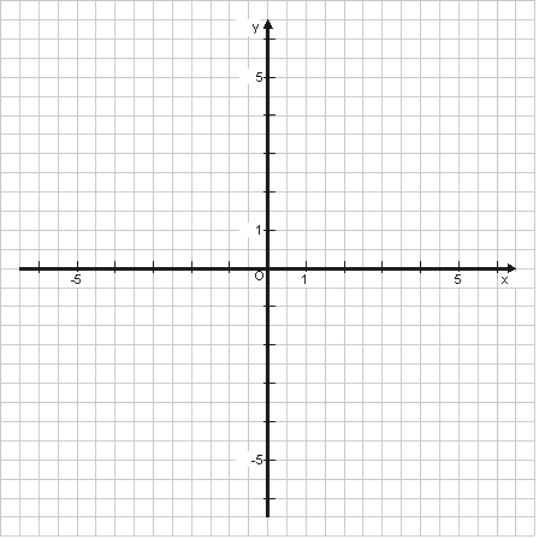
Sistema de coordenadas cartesiano.

O sistema de Coordenadas no plano cartesiano, também chamado de espaço cartesiano, é um esquema reticulado necessário para especificar pontos em um determinado "espaço" com dimensões.
Cartesiano é um adjetivo que se refere ao matemático e filósofo francês René Descartes que, entre outras coisas, desenvolveu uma síntese da álgebra com a geometria euclidiana. Os seus trabalhos permitiram o desenvolvimento de áreas científicas como a geometria analítica, o cálculo e a cartografia.
A ideia para este sistema foi desenvolvida em 1637 em duas obras de Descartes:
- Discurso sobre o método
  - Na segunda parte, Descartes apresenta a ideia de especificar a posição de um ponto ou objecto numa superfície, usando dois eixos que se intersectam.
- La Géométrie
  - Onde desenvolve o conceito que apenas tinha sido referido na obra anterior.

Um sistema de referência consiste em um ponto de origem, direção e sentido. Isto pode ser obtido de diversas formas, porém, o sistema de coordenadas cartesianas é o mais próximo do mundo real. Ele nos permite observar as formas da maneira mais aproximada possível do nosso modo de ver o universo.

## Eixos

As abcissas dos pontos assinalados são -3, -1.5, 0 e 2. E as ordenadas correspondentes são 1, -2.5, 0 e 3.

A abcissa é a coordenada horizontal de um referencial plano de coordenadas cartesianas. Representando esse referencial sob a forma de um gráfico, obtemos a abcissa ({\displaystyle x}) medindo a distância do ponto observado ao eixo das ordenadas (y), perpendicular ao eixo das abcissas.
É representada pela incógnita {\displaystyle x} num gráfico tipo {\displaystyle (x,y),} o que significa que representa o objeto sobre o qual a função opera, convertendo-o na sua imagem ({\displaystyle y}). Todo ponto que pertença à bissetriz dos quadrantes ímpares (1º e 3º quadrantes) apresenta ordenada igual a abcissa ({\displaystyle y=x}). Todo ponto que pertença à bissetriz dos quadrantes pares (2° e 4° quadrantes) apresenta ordenada igual ao simétrico da abcissa ({\displaystyle y=-x}).
A ordenada é a coordenada vertical de um ponto num referencial plano de coordenadas cartesianas. Representando este referencial sob a forma de um gráfico, obtemos a ordenada ({\displaystyle y}) medindo a distância do ponto observado ao eixo das abcissas ({\displaystyle x}), paralelamente ao eixo das ordenadas.

## Propriedades
Com base nestes princípios, imaginemos que o nosso universo é uma linha, ou seja, imagine se não pudéssemos enxergar mais que uma direção e dois sentidos, então nessa linha teríamos um ponto de partida, ao qual chamamos de origem, ao passo que temos dois lados para ir, adotamos a convenção em que o sinal nos informa o sentido em que caminhamos: para a direita positivo, para a esquerda negativo. Cada ponto sobre a reta tem uma distância da origem, à qual chamamos amplitude, ou módulo. Desta forma, temos o nosso sistema bem caracterizado. Um sistema de referência como tal é chamado de sistema em uma dimensão, porém não é algo muito útil, no entanto se adicionarmos mais uma reta na origem, formando um ângulo reto com a reta anterior, poderemos referenciar uma segunda direção, agora temos um sistema em duas dimensões, que nos permite localizar um ponto acima e abaixo, além da direita ou esquerda. Se fizermos a mesma analogia e colocarmos uma terceira reta sobre a origem do sistema anterior, fazendo um ângulo reto com ambas as retas anteriores, poderemos localizar um objeto para frente ou para trás, além de acima ou abaixo e além da direita e esquerda, então teremos um sistema em três dimensões.
A convenção mais usada nos sistemas de referência, estabelece que os sentidos: Para frente, para a direita e para cima são positivos e os seus opostos são negativos.
Um sistema de coordenadas tridimensionais pode ser obtido através desta estrutura de três eixos que se interceptam em um único ponto, ao qual chamamos de origem e que também marca uma distinção angular entre os eixos, fazendo com que cada um seja reto em relação aos vizinhos. Nos sentidos positivos coloca-se uma seta para indicar a progressão crescente dos valores. Num sistema como este cada eixo recebe o nome associado a variável que é expressa, ou seja, {\displaystyle (x,y,z),} que representam as três direções do sistema.

### Localização de pontos

Coordenadas cartesianas

Agora observe o sistema representado na figura. Nele podemos observar a distribuição das variáveis em seus eixos, note que o eixo vertical correspondente à altura é convencionado como eixo {\displaystyle z,} o horizontal, correspondente à largura é convencionalmente chamado de eixo {\displaystyle x,} enquanto que o último, na diagonal em relação ao observador, correspondente à profundidade, é chamado de eixo {\displaystyle y,} cada segmento de eixo partindo da origem gera um octante, visto que o sistema tem oito subplanos partindo da origem.
A tripla ordenada no formato {\displaystyle (x,y,z),} corresponde a um único ponto no sistema, o qual é encontrado através do reflexo dos valores nos eixos, da seguinte forma:
Se desejarmos encontrar o ponto {\displaystyle (3,0,5)} localizamos o valor 3 no eixo {\displaystyle x,} depois o zero no eixo {\displaystyle y,} estes dois valores determinam uma linha sobre o eixo {\displaystyle x,} depois localizamos o valor 5 no eixo {\displaystyle z} e traçamos uma subreta paralela à linha que encontramos anteriormente, nesta altura, no lado oposto ao eixo {\displaystyle z} na direção da subreta está o ponto.
Por outro lado se desejarmos encontrar o ponto {\displaystyle (-5,-5,7)} localizamos o valor -5 no eixo {\displaystyle x,} depois o -5 no eixo {\displaystyle y,} estes dois valores determinam um plano sobre os eixos {\displaystyle x} e {\displaystyle y,} depois localizamos o valor 7 no eixo {\displaystyle z} e traçamos um subplano paralelo ao plano anteriormente encontrado, nesta altura, no lado oposto ao eixo {\displaystyle z,} na direção do encontro das duas subretas que definem o plano, está o ponto.

### Planos primários
Definimos planos primários como o conjunto de pontos sobre o gráfico que estão equidistantes dos planos formados por qualquer combinação de dois eixos.
Suponha que definimos um dos valores da tripla ordenada, por exemplo:
- {\displaystyle (a,y,z)} ou,
- {\displaystyle (x,a,z)} ou,
- {\displaystyle (x,y,a).}

Onde {\displaystyle a} é uma constante.
Temos, em cada caso, um plano definido como paralelo ao plano dos dois eixos restantes, pois qualquer valor que seja dado às demais variáveis da tripla ordenada será projetado sobre o plano que foi definido.

### Distância entre pontos
Em um sistema bidimensional, a distância entre dois pontos {\displaystyle A(x_{A},y_{A})} e {\displaystyle B(x_{B},y_{B})} vem, pelo teorema de Pitágoras,
{\displaystyle {\overline {AB}}^{2}=(x_{B}-x_{A})^{2}+(y_{B}-y_{A})^{2}}
{\displaystyle {\overline {AB}}={\sqrt {(x_{B}-x_{A})^{2}+(y_{B}-y_{A})^{2}}}}
Para um sistema tridimensional a analogia segue o mesmo raciocínio:
{\displaystyle {\overline {AB}}={\sqrt {(x_{B}-x_{A})^{2}+(y_{B}-y_{A})^{2}+(z_{B}-z_{A})^{2}}}}
Numa generalização a {\displaystyle N} dimensões, a distância entre {\displaystyle A(a_{1},a_{2},...,a_{N})} e  {\displaystyle B(b_{1},b_{2},...,b_{N})} é
{\displaystyle {\overline {AB}}={\sqrt {\sum _{i=1}^{N}(b_{i}-a_{i})^{2}}}}
Comprovação:
No plano {\displaystyle xy} a distância entre os dois pontos do subplano {\displaystyle (x,y,0)} é {\displaystyle D2_{ab},} para obter a distância no espaço, precisamos encontrar a distância {\displaystyle xy\to z.} , mais precisamente a distância do ponto extremo, resultante do encontro dos valores de {\displaystyle x} e {\displaystyle y,} com o valor em {\displaystyle z.} Esta distância {\displaystyle xy} corresponde a {\displaystyle D2_{ab},} logo:
{\displaystyle D3_{ab}={\sqrt {\left(D2_{ab}\right)^{2}+(z_{b}-z_{a})^{2}}}}
O que define o seu valor após a substituição de  {\displaystyle D2_{ab},} resultando na fórmula definida anteriormente.

### Distância entre um ponto e uma reta
Quando se deseja descobrir a distância de um ponto {\displaystyle P} à uma reta {\displaystyle r,} deseja-se saber o menor caminho entre os dois. Para isso devemos achar um ponto {\displaystyle Q} da reta, tal que a distância entre esse ponto e o ponto {\displaystyle P} seja mínimo.
{\displaystyle D_{P-r}={{|ax_{0}+by_{o}+c|} \over {\sqrt {x_{0}^{2}+y_{0}^{2}}}}}

### A esfera
Por definição, a esfera é o conjunto de todos os pontos no espaço que estão equidistantes de um ponto específico, ao qual denominamos centro. Considerando que as coordenadas de qualquer ponto são {\displaystyle (x,y,z)} e que podemos especificar um ponto de coordenadas {\displaystyle (h,k,l),} a distância entre os pontos é:
{\displaystyle D3_{ab}={\sqrt {(x-h)^{2}+(y-k)^{2}+(z-l)^{2}}}}
Definimos {\displaystyle D3_{ab}=R,} que é o raio da esfera, consequentemente:
{\displaystyle R^{2}=(x-h)^{2}+(y-k)^{2}+(z-l)^{2}}
Quaisquer conjuntos de pontos que constituem uma esfera também são delimitadores de um espaço no interior da mesma que gera um volume, o qual pode ser calculado pelo cálculo de volumes com a técnica de secionamento por lâminas paralelas.